# فاليري بروشين
فاليري بروشين (بالروسية: Валерий Викторович Брошин)‏ (مواليد 19 أكتوبر 1962) هو لاعب كرة قدم. لعب مع منتخب الاتحاد السوفييتي لكرة القدم. سبق له أن لعب في كأس العالم لكرة القدم مع منتخب بلاده.

## روابط خارجية
- فاليري بروشين على موقع الاتحاد الدولي (مؤرشف)  (الإنجليزية)
- فاليري بروشين على موقع قاعدة بيانات كرة القدم.إي يو (الإنجليزية)
- فاليري بروشين على موقع ناشيونال فوتبول تيمز (الإنجليزية)
- فاليري بروشين على موقع عالم كرة القدم.نت (الإنجليزية)